# Stimmhorn (Band)
Stimmhorn war eine Schweizer Band. Ihren Stil könnte man als experimentelle Ethno-Musik oder Imaginäre Folklore bezeichnen.
Die Band wurde 1996 von Balthasar Streiff und Christian Zehnder gegründet. Der Bandname bezeichnete die Musik der Band, die hauptsächlich aus der Stimme von Christian Zehnder und verschiedenen Horn-Klängen von Balthasar Streiff bestand. Die Instrumentierung und Technik der Band war dabei sehr vielfältig. Christian Zehnder beherrscht neben „normalem“ Gesang auch Obertongesang und Jodel und spielt die Instrumente Wippkordeon, Bandoneon, Bandurria, Orgelpfeifen, Hang und andere. Balthasar Streiff spielt, neben dem Singen, die Instrumente Alphorn, Doppelalphorn, Alpofon (ein von ihm selbst entwickeltes Instrument), Büchel, Cornet, Barocktrompete, Zink, Tuba und Ziegenhorn.
Zudem arbeitete das Duo vermehrt auch mit Gastmusikern, so zum Beispiel der Obertongesangsgruppe Huun-Huur-Tu aus Tuwa oder Tomek Kolczyński (kold electronics) auf ihrem letzten Album Igloo und in der Produktion Faust II.
Das Duo trat auch (neben Noldi Alder und Erika Stucky) in dem Film Heimatklänge von Stefan Schwietert (D, CH, A, 2007) auf. Darin erzählt Christian Zehnder bezüglich seiner künstlerischen Wurzeln, dass er Jodeln immer gehasst habe.
Zehnder und Streiff traten im November 2009 zum letzten Mal als Duo „Stimmhorn“ auf.
Den Anfangsjodler des Lieds „Triohatala“ vom Album „Schnee“ sampelten Deichkind 2022 in ihrem Lied „In der Natur“.

## Auszeichnungen
Ihre Musik verhalf der Band zu verschiedenen nationalen und internationalen Auszeichnungen, unter anderem:
- 1997 Erster Schweizer KleinKunstPreis, Prix de la Scène Suisse 1997
- 1997 AZ-Stern des Jahres, für die herausragende musikalische Aufführung in München im Jahr 1997.
- 1998 Eiserner Eversteiner (Europäischer Ethno-Musikpreis) Jury- und Publikumspreis

## Diskografie
- Heimatklänge (Soundtrack, 2007)
- igloo (stimmhorn & kold electronics, 2004)
- inland (2001)
- schnee (1997)
- melken (1996)

## Coverversionen
Die Hamburger Formation Deichkind verwendet ein Sample des Songs Triohatala von 1997 in ihrem Song In der Natur (2022).